# Центральный республиканский стадион Душанбе
Центральный республиканский стадион Душанбе (тадж. Варзишгоҳи марказии ҷумҳуриявии Душанбе) — спортивный стадион, расположенный в столице Таджикистана — в городе Душанбе. Построен в 1946 году и вмещает 24 000 человек. Является домашней ареной национальной сборной Таджикистана и футбольного клуба «Истиклол».
Стадион расположен в центральной части правобережья Душанбе между проспектом Исмаила Самани и улицей Низами Гянджеви, рядом с Душанбинским зоопарком. Является вторым по вместительности стадионом Таджикистана (на первом месте Стадион 20-летия независимости в Худжанде). Директором стадиона является Сухроб Каландаров.
По решению ЦИК и СНК Таджикской ССР в 1939 году было начато строительство стадиона в Душанбе. Ему было дано название «Республиканский стадион имени М.В. Фрунзе», которое сохранялось до 1991 года. С началом Второй мировой войны все строительные работы были приостановлены. Но уже через год после ее окончания, в 1946 году, стадион фактически был открыт — была построена западная трибуна на 5000 мест. В 1962 году была завершена полная достройка и реконструкция стадиона на 21 400 мест. Архитектором стадиона являлся Владимир Николаевич Головинский.
Во времена СССР на стадионе выступала команда «Энергетик» из Душанбе, которая потом была переименована в «Памир». После распада СССР стадион был переименован в Центральный республиканский стадион и в 2000-х годах немного повысил свою вместимость — до 24 000. 
Сейчас на стадионе проводят свои домашние матчи национальная сборная Таджикистана, футбольный клуб «Истиклол». Прежде на стадионе проводили свои домашние матчи «Варзоб» и «Ситора». Также здесь проводят некоторые свои матчи молодёжная, юношеская, а также женская сборные Таджикистана.
31 октября 2015 года на стадионе прошёл финальный матч Кубка АФК, в котором играли таджикистанский «Истиклол» и малайзийский «Джохор». Матч закончился со счётом 0:1 в пользу команды из Малайзии, ставшего обладателем трофея. Во время матча судьями не были засчитаны 3 гола «Истиклола».
Кроме футбольных матчей, на стадионе проводятся различные спортивные соревнования, например, по легкой атлетике. Также здесь проводятся праздники и мероприятия городского и государственного уровня, выступления и концерты.